# Moedas de euro andorranas
O euro (EUR o €) é uma moeda comum utilizada nos países da União Europeia que pertencem à Zona Euro. As moedas do euro têm uma face comum a todos os países-membros e outra face nacional, mostrando um desenho escolhido pelo país que cunhou a moeda.
No entanto, seis países europeus que não fazem parte da Zona Euro nem da União Europeia utilizam esta moeda, sendo que três deles têm acordo sobre a sua utilização, pelo que cunham a sua própria moeda, e os restantes utilizam-na de facto, como é o caso de Andorra.
Antes da criação do euro, Andorra utilizava a peseta espanhola e o franco francês. Com a adesão da Espanha e França à moeda única Andorra tornou-se utilizadora de facto do euro.
Em 2003, o Governo de Andorra solicitou oficialmente à União Europeia a autorização para cunhar as suas próprias moedas de euro. O Banco Central Europeu acolheu a solicitação, tendo sido realizadas negociações desde 2004. 1 de janeiro de 2009 foi apontada como a data mais próxima possível de adesão, no entanto não veio a se concretizar.
O objetivo foi, então, de cunhar a sua própria moeda a partir de 2012, data ao menos considerada em maio de 2010 segundo a entrevista feita a Benjamin Angel, responsável pelas questões de transição ligadas à UEM, no seio da Direção-Geral dos Assuntos Económicos e Financeiros da Comissão Europeia. A tiragem não excederá o valor de 2,3 milhões.

## Acordo monetário
O acordo monetário foi assinado em 29 de junho de 2011, entre a Comissão Europeia e o Principado de Andorra. No artigo primeiro do acordo é confirmado que o euro é a moeda oficial do país e não apenas moeda de facto. Foi assinado por Olli Rehn, comissário europeu dos Assuntos Económicos e Monetários, e por Antoni Martí Petit, chefe do Governo de Andorra.
Andorra não pode emitir notas, mas poderá «emitir as moedas de euro a partir de 1 de julho de 2012» . A emissão das moedas será feita por uma instituição à sua escolha e, pelo menos, 80% dessas moedas serão colocadas em circulação. O Principado poderá de igual forma cunhar as suas moedas de euro para coleção, além da sua produção monetária.
Um projeto para a face nacional da moeda foi produzida sem no entanto ser oficial.